# Psammotettix koreanus
Psammotettix koreanus är en insektsart som beskrevs av Matsumura 1915. Psammotettix koreanus ingår i släktet Psammotettix och familjen dvärgstritar. Inga underarter finns listade i Catalogue of Life.